# Забрањена страст
Забрањена страст (шп. Pasión prohibida) америчка је теленовела, продукцијске куће Телемундо, снимана током 2012. и 2013.
Представља римејк турске серије Забрањено воће.
У Србији је током 2017. и 2018. приказивана на телевизији Маг, као и на осталим локалним телевизијама.

## Радња
Након смрти супруге Исабел, богаташ Аријел Пијемонте повукао се из друштва и потпуно се посветио деци - прелепој кћерки Нини и сину Сантијагу, а не може да замисли живот ни без несташног нећака - плејбоја Бруна и кућепазитељке и дадиље Дениз, која се бринула о његовој деци након супругине смрти. Иако је био сигуран да ниједна жена неће моћи да га наведе да поново осети љубав, све се мења када упозна знатно млађу Бјанку. Очаран њеном лепотом и понашањем, проси је и она пристаје, упркос жустром негодовању околине. Међутим, заносна Бланка судбоносно "да" не изговара из љубави. Одрасла је уз прорачунату и манипулативну мајку Флавију, која не преза ни од чега да би се домогла новца. Бјанка ју је годинама раније затекла у кревету са љубавником и сматра је кривом за смрт свог оца. Због тога жели да јој се освети, а када сазна да Флавија планира да заведе Аријела, одлучује да јој га преотме.
Брак између старог милионера и младе заводнице покренуће лавину страсти и превара. У Аријелову породичну кућу досељава се његов вољени нећак Бруно, који пада на колена пред заводљивом ујном, а она према њему осећа несавладиву страст. Аријел ни не слути да су се његова драга супруга и нећак кога воли као сина упустили у забрањену романсу. Али када их Флавија открије учиниће све да натера Бруна да се ожени другом женом и тако уништи кћерки прилику за срећу са мушкарцем кога воли...

## Ликови
- Бјанка (Моника Спир) - Бјанка је девојка дубоког и заводљивог погледа која има 25 година и припада високом друштву Мајамија. Префињена је, елегантна и увек обучена по последњој моди. Огорчена је на мајку Флавију, јер сматра да је она крива за смрт њеног оца Мартина. Да би јој се осветила за то, удаје се за човека на кога је Флавија "бацила око", али када упозна његовог нећака Бруна, њих двоје неће моћи да обуздају пламен забрањене страсти.
- Бруно (Ђенкарлос Канела) - Бруно има 27 година и прави је плејбој: леп је, згодан и одише невероватним сексепилом. Способан је да освоји сваку жену коју угледа. Сигуран је у себе, обожава новац, луксуз и лагодан живот. Иако је уписао факултет, студије му не иду најбоље. Има добар смисао за хумор и готово увек говори са дозом сарказма или цинизма у гласу. Када упозна супругу свог ујака Аријела, биће растрзан између поштовања према њему и страсти коју осећа према његовој вољеној.
- Флавија (Ребека Џоунс) - Флавија је огорчена педесетогодишњакиња која је након супругове смрти остала без новца и моћи, али је упркос томе још цењена у високом друштву. Манипулативна је, лепа је упркос годинама и мушкарци се и даље окрећу за њом. Тражи богатог човека својих година који би је извукао из беде, али ни не слути да ће, када га пронађе, остати без њега захваљујући кћерки Бјанки, која јој из освете отима мушкарца из снова.
- Аријел (Роберто Вандер) - Откако му је супруга Исабел умрла, Аријел није размишљао о новој љубави. Има 55 година и живот је посветио деци Нини и Сантијагу. Конзервативан је и жели да му и деца буду таква. Иако је захваљујући огромном богатству веома цењен у високом друштву, он је једноставан и скроман човек, који чак и послугу третира као чланове породице. Верује да би Бјанка могла да му врати веру у љубав, али ни не слути да ће га млада супруга преварити са његовим нећаком.
- Нина (Кармен Ауб) - Нина има 17 година и откако јој је мајка умрла сву љубав усмерила је ка оцу, чија је миљеница. Искрена је и узорна кћерка, али и добра ученица. Свира клавир и пева, лепа је, али никада не истиче своју лепоту. Несигурна је у себе, увек је сенци оца кога сматра савршеним човеком. Свесна је да мора да се понаша по правилима које намеће њен друштвени сталеж, али неретко прибегава манипулацији не би ли добила оно што жели.
- Пенелопе (Сабрина Сеара) - Пенелопе је Флавијина кћерка и Бјанкина сестра. Има 27 година, помало је наивна и воли своју мајку упркос свему, јер је, за разлику од Бјанке, није затекла са љубавником. Флавија због тога манипулише њоме. Пенелопе је привлачна девојка, пуна снова, али с обзиром да је константно под мајчиним утицајем, питање је хоће ли уопште моћи да их оствари. Била је у вези са Бруном, али када је захваљујући Бјанки открила да је вара, утеху је пронашла у Николасовом наручју.
- Дениз (Мерседес Молто) - Дениз је Францускиња која од детињства живи у САД. Дадиља је Аријеловој деци, а њихова мајка Исабел на самрти ју је замолила да их чува када она умре и да не дозволи да им се деси ништа лоше. Дениз је поштена и једноставна жена, која се разуме у бонтон и своје манире покушава да пренесе и другим људима. Заљубљена је у Аријела, али не признаје му то, плашећи се његове реакције.

## Глумачка постава

### Главне улоге
| Глумац:          | Улога:            |
| ---------------- | ----------------- |
| Моника Спир      | Бијанка Сантиљана |
| Ђенкарлос Канела | Бруно Хуртадо     |
| Ребека Џонс      | Флавија Арендондо |
| Роберто Вандер   | Аријел Пијемонте  |

### Споредне улоге
| Глумац:           | Улога:                  |
| ----------------- | ----------------------- |
| Мерседес Молто    | Дениз Лефевре Мадмоазел |
| Сабрина Сеара     | Пенелопе Сантиљана      |
| Кармен Ауб        | Нина Пијемонте          |
| Пепе Гамез        | Хаир Дуарте             |
| Енри Зака         | Гиљермо Арендондо       |
| Рубен Моралес     | Саламон Барера          |
| Марисела Гонзалез | Франсиска Пијемонте     |
| Хорхе Консехо     | Николас Арендондо       |
| Беатриз Монрој    | Селесте Барера          |
| Лијанет Борего    | Катија                  |
| Присила Пералес   | Елиана Рамирез          |
| Сесар Лакоста     | Сајмон Монтенегро       |
| Марта Пабон       | Нурија де Арендондо     |
| Николас Кабаљеро  | Сантијаго Пијемонте     |
| Грисела Абоумрад  | Тере Лопез              |
| Шарлен Тауле      | Камила Барера           |
| Ектор Соберон     | Мартин Сантиљана        |